# Myrmechusa
Myrmechusa (лат.) — род мирмекофильных жуков-стафилинид из подсемейства Aleocharinae. Афротропика. Около 10 видов.

## Описание
Мелкого размера коротконадкрылые жуки-стафилины (длина около 5 мм) основная окраска красновато-коричневая. Пронотум очень широкий, расширенный с боков, надкрылья и брюшко широкие, глаза крупные, усики и ноги узкие и длинные. Ассоциированы с кочевыми муравьями рода Dorylus, вместе с которыми бегают в составе их переселяющихся колонн.

## Систематика
Около 10 видов. Род был впервые выделен в 1908 году Эрихом Васманном. Включён в состав трибы Lomechusini Fleming, 1821 и подтрибы Myrmedoniina Thomson, 1867 и в состав одноимённой родовой группы Myrmechusa group вместе с родами Gapia Blackwelder, Myrmechusina Cameron и Trichodonia Wasmann.
- Myrmechusa brunii (Eichelbaum, 1908)
- Myrmechusa camerounensis Koblick & Kistner, 1965[1]
- Myrmechusa feae Bernhauer, 1927[6]
- Myrmechusa grandis Bernhauer, 1938[7]
- Myrmechusa katangensis Koblick & Kistner, 1965[1]
- Myrmechusa kivuensis Kistner & Jacobson, 1982
- Myrmechusa kohli Wasmann, 1916[8]
- Myrmechusa mirabilis Wasmann, 1908
- Myrmechusa selindensis Hlavac, 2003[2]